# Herb Kamienia Pomorskiego
Herb Kamienia Pomorskiego – jeden z symboli miasta Kamień Pomorski i gminy Kamień Pomorski w postaci herbu.

## Wygląd i symbolika
Herb przedstawia na niebieskiej tarczy postać św. Jana w biało-czerwonej szacie ze złotym nimbem pomiędzy dwoma złotymi pastorałami. Dolną część herbu wypełnia prosty mur koloru białego.
Herb nawiązuje do tradycji patrona miejscowego biskupstwa.

## Historia
Wizerunek herbowy z postacią świętego Jana pojawił się już na przełomie XIII i XIV stulecia. W XVI wieku pieczęć miejska miała posiadać wizerunek kobiety siedzącej na krześle, byc może był to wizerunek Najświętszej Maryi Panny. Późniejszy herb w większości pozbawiony elementów ozdobnych, przedstawiał modlącego się świętego Jana w otoczeniu dwóch pastorałów.